# Шретер Віктор Олександрович
Ві́ктор Олександрович Шре́тер  (27 квітня (9 травня) 1839 — 16 (29) квітня 1901) — архітектор петербурзької і німецької шкіл (1856—1862) з петербурзьких німців, основні праці якого зосереджені у Петербурзі.
В Україні по його проектам були споруджені:
- залізничний вокзал (1879, Одеса, Привокзальна площа), (не збереглася)
- реформаторська церква (1892–1896, Одеса, Пастера вулиця, 62)
- будинок Київської опери (1897–1901, Київ, Володимирська вулиця, 50).